# Orthogrimmia ungeri
Orthogrimmia ungeri là một loài Rêu trong họ Grimmiaceae. Loài này được (Jur.) Ochyra & Żarnowiec mô tả khoa học đầu tiên năm 2003.